# Lijst van nummer 1-hits in Ierland in 2009
Deze hits stonden in 2009 op nummer 1 in de Ierse Single Top 100, de bekendste hitlijst in Ierland.
| Datum        | Artiest                                               | Titel                        |
| ------------ | ----------------------------------------------------- | ---------------------------- |
| 1 januari    | Alexandra Burke                                       | Hallelujah                   |
| 8 januari    | Alexandra Burke                                       | Hallelujah                   |
| 15 januari   | Lady Gaga & Colby O'Donis                             | Just Dance                   |
| 22 januari   | Lady Gaga & Colby O'Donis                             | Just Dance                   |
| 29 januari   | Lady Gaga & Colby O'Donis                             | Just Dance                   |
| 5 februari   | Lady Gaga & Colby O'Donis                             | Just Dance                   |
| 12 februari  | Lady Gaga & Colby O'Donis                             | Just Dance                   |
| 19 februari  | U2                                                    | Get On Your Boots            |
| 26 februari  | Lady Gaga                                             | Poker Face                   |
| 5 maart      | Lady Gaga                                             | Poker Face                   |
| 12 maart     | Julie-Ann Dineen                                      | Do You Believe               |
| 19 maart     | Flo Rida & Ke$ha                                      | Right Round                  |
| 26 maart     | Flo Rida & Ke$ha                                      | Right Round                  |
| 2 april      | Flo Rida & Ke$ha                                      | Right Round                  |
| 9 april      | A. R. Rahman, The Pussycat Dolls & Nicole Scherzinger | Jai Ho! (You Are My Destiny) |
| 16 april     | A. R. Rahman, The Pussycat Dolls & Nicole Scherzinger | Jai Ho! (You Are My Destiny) |
| 23 april     | Eminem                                                | We Made You                  |
| 30 april     | Lady Gaga                                             | Poker face                   |
| 7 mei        | Tinchy Stryder & N-Dubz                               | Number 1                     |
| 14 mei       | Tinchy Stryder & N-Dubz                               | Number 1                     |
| 21 mei       | Tinchy Stryder & N-Dubz                               | Number 1                     |
| 28 mei       | Tinchy Stryder & N-Dubz                               | Number 1                     |
| 4 juni       | Tinchy Stryder & N-Dubz                               | Number 1                     |
| 11 juni      | The Veronicas                                         | Untouched                    |
| 18 juni      | David Guetta & Kelly Rowland                          | When Love Takes Over         |
| 25 juni      | Industry                                              | My Baby's Waiting            |
| 2 juli       | David Guetta & Kelly Rowland                          | When Love Takes Over         |
| 9 juli       | David Guetta & Kelly Rowland                          | When Love Takes Over         |
| 16 juli      | The Black Eyed Peas                                   | I Gotta Feeling              |
| 23 juli      | The Black Eyed Peas                                   | I Gotta Feeling              |
| 30 juli      | The Black Eyed Peas                                   | I Gotta Feeling              |
| 6 augustus   | The Black Eyed Peas                                   | I Gotta Feeling              |
| 13 augustus  | The Black Eyed Peas                                   | I Gotta Feeling              |
| 20 augustus  | The Black Eyed Peas                                   | I Gotta Feeling              |
| 27 augustus  | Industry                                              | Burn                         |
| 3 september  | The Black Eyed Peas                                   | I Gotta Feeling              |
| 10 september | The Black Eyed Peas                                   | I Gotta Feeling              |
| 17 september | The Black Eyed Peas                                   | I Gotta Feeling              |
| 24 september | The Black Eyed Peas                                   | I Gotta Feeling              |
| 1 oktober    | The Black Eyed Peas                                   | I Gotta Feeling              |
| 8 oktober    | The Black Eyed Peas                                   | I Gotta Feeling              |
| 15 oktober   | Alexandra Burke & Flo Rida                            | Bad Boys                     |
| 22 oktober   | Cheryl Cole                                           | Fight for This Love          |
| 29 oktober   | Cheryl Cole                                           | Fight for This Love          |
| 5 november   | Cheryl Cole                                           | Fight for This Love          |
| 12 november  | Cheryl Cole                                           | Fight for This Love          |
| 19 november  | The X Factor Finalists 2009                           | You Are Not Alone            |
| 26 november  | The X Factor Finalists 2009                           | You Are Not Alone            |
| 3 december   | The X Factor Finalists 2009                           | You Are Not Alone            |
| 10 december  | Lady Gaga                                             | Bad Romance                  |
| 17 december  | Joe McElderry                                         | The Climb                    |
| 24 december  | Joe McElderry                                         | The Climb                    |
| 31 december  | Joe McElderry                                         | The Climb                    |